# Cubaanse dwerguil
De Cubaanse dwerguil (Glaucidium siju) is een vogel uit de familie van de uilen.

## Verspreiding en leefgebied
Deze soort is endemisch in Cuba en telt drie ondersoorten:
- G. s. siju: Cuba.
- G. s. turquinense: Pico Turquino, Santiago de Cuba (zuidoostelijk Cuba)
- G. s. vittatum: de Isla de la Juventud.